# Haemaphysalis paraturturis
Haemaphysalis paraturturis este o specie de căpușe din genul Haemaphysalis, familia Ixodidae, descrisă de Hoogstraal, Trapido și Rebello în anul 1963. Conform Catalogue of Life specia Haemaphysalis paraturturis nu are subspecii cunoscute.